# Wrotki Belgii
Wrotki Belgii – ogół taksonów wrotków (Rotifera), których występowanie stwierdzono na terytorium Belgii.

## Gromada:Eurotatoria

### Rząd:Bdelloidea

#### Rodzina:Adinetidae
W Belgii stwierdzono:
- Adineta gracilis
- Adineta oculata
- Adineta vaga
- Bradyscela granulosa

#### Rodzina:Habrotrochidae
W Belgii stwierdzono:
- Habrotrocha angusticollis
- Habrotrocha bidens
- Habrotrocha constricta
- Habrotrocha crassa
- Habrotrocha elegans
- Habrotrocha lata
- Habrotrocha microcephala
- Habrotrocha pulchra
- Habrotrocha quinquedens
- Habrotrocha reclusa
- Habrotrocha roeperi
- Habrotrocha rosa
- Habrotrocha scepanotrochoides

#### Rodzina:Philodinidae
W Belgii stwierdzono:
- Ceratotrocha cornigera
- Dissotrocha aculeata
- Dissotrocha macrostyla
- Embata parasitica
- Macrotrachela ehrenbergii
- Macrotrachela festinans
- Macrotrachela habita
- Macrotrachela induta
- Macrotrachela insolita
- Macrotrachela intermedia
- Macrotrachela latior
- Macrotrachela multispinosa
- Macrotrachela musculosa
- Macrotrachela nana
- Macrotrachela oblita
- Macrotrachela papillosa
- Macrotrachela plicata
- Macrotrachela quadricornifera
- Macrotrachela rostrata
- Macrotrachela vanoyei
- Minobia sp.
- Philodina acuticornis
- Philodina citrina
- Philodina duplicalcar
- Philodina erythrophthalma
- Philodina megalotrocha
- Philodina plena
- Philodina proterva
- Rotaria citrina
- Rotaria elongata
- Rotaria macrura
- Rotaria neptunia
- Rotaria neptunoida
- Rotaria rotatoria
- Rotaria sordida
- Rotaria tardigrada
- Philodina roseola

### Rząd:Gnesiotrocha

#### Rodzina:Atrochidae
W Belgii stwierdzono:
- Collotheca ambigua
- Collotheca campanulata
- Collotheca coronetta
- Collotheca mutabilis
- Collotheca ornata
- Collotheca pelagica
- Cupelopagis vorax
- Stephanoceros fimbriatus

#### Rodzina:Conochilidae
W Belgii stwierdzono:
- Conochilus sp.

#### Rodzina:Flosculariidae
W Belgii stwierdzono:
- Beauchampia crucigera
- Floscularia melicerta
- Floscularia ringens
- Lacinularia flosculosa
- Limnias ceratophylli
- Limnias melicerta
- Ptygura brevis
- Ptygura crystallina
- Ptygura furcillata
- Ptygura longicornis
- Ptygura melicerta
- Ptygura pilula
- Ptygura velata
- Sinantherina socialis

#### Rodzina:Hexarthridae
W Belgii stwierdzono:
- Hexarthra intermedia
- Hexarthra mira

#### Rodzina:Testudinellidae
W Belgii stwierdzono:
- Pompholyx sulcata
- Testudinella caeca
- Testudinella clypeata
- Testudinella elliptica
- Testudinella emarginula
- Testudinella incisa
- Testudinella mucronata
- Testudinella parva
- Testudinella patina
- Testudinella truncata

#### Rodzina:Trochosphaeridae
W Belgii stwierdzono:
- Filinia brachiata
- Filinia cornuta
- Filinia hofmanni
- Filinia passa
- Filinia terminalis

### Rząd:Ploima

#### Rodzina:Asciaporrectidae
W Belgii stwierdzono:
- Asciaporrecta difflugicola
- Asciaporrecta hyalina
- Asplanchna brightwellii
- Asplanchna girodi
- Asplanchna herrickii
- Asplanchna priodonta
- Asplanchna sieboldii

#### Rodzina:Brachionidae
W Belgii stwierdzono:
- Anuraeopsis sp.
- Brachionus angularis
- Brachionus bennini
- Brachionus budapestinensis
- Brachionus calyciflorus
- Brachionus diversicornis
- Brachionus leydigii
- Brachionus plicatilis
- Brachionus quadridentatus
- Brachionus rubens
- Brachionus sericus
- Brachionus urceolaris
- Brachionus variabilis
- Kellicottia longispina
- Keratella cochlearis
- Keratella eichwaldi
- Keratella serrulata
- Keratella tecta
- Keratella testudo
- Keratella ticinensis
- Keratella valga
- Notholca acuminata
- Notholca foliacea
- Notholca labis
- Notholca marina
- Notholca salina
- Notholca squamula
- Notholca striata
- Plationus patulus
- Platyias quadricornis

#### Rodzina:Cotylegaleatidae
W Belgii stwierdzono:
- Albertia vermiculus
- Aspelta curvidactyla
- Aspelta psitta
- Cotylegaleata perplexa
- Dicranophoroides caudatus
- Dicranophorus epicharis
- Dicranophorus forcipatus
- Dicranophorus grandis
- Dicranophorus luetkeni
- Dicranophorus secretus
- Encentrum hofsteni
- Encentrum incisum
- Encentrum marinum
- Encentrum martes
- Encentrum mustela
- Encentrum obesum
- Encentrum saundersiae
- Encentrum tenuidigitatum
- Encentrum uncinatum
- Encentrum villosum
- Erignatha clastopis
- Kostea wockei
- Paradicranophorus hudsoni
- Paradicranophorus sinus
- Paradicranophorus sordidus
- Parencentrum plicatum
- Wierzejskiella velox

#### Rodzina:Epiphanidae
W Belgii stwierdzono:
- Cyrtonia tuba
- Epiphanes macroura
- Epiphanes senta
- Mikrocodides chlaena
- Rhinoglena frontalis

#### Rodzina:Euchlanidae
W Belgii stwierdzono:
- Beauchampiella eudactylota
- Dipleuchlanis propatula
- Euchlanis calpidia
- Euchlanis deflexa
- Euchlanis dilatata
- Euchlanis oropha
- Euchlanis pyriformis
- Euchlanis triquetra

#### Rodzina:Gastropodidae
W Belgii stwierdzono:
- Ascomorpha agilis
- Ascomorpha ecaudis
- Ascomorpha ovalis
- Gastropus hyptopus
- Lecane arcuata
- Lecane arcula
- Lecane bulla
- Lecane clara
- Lecane closterocerca
- Lecane cornuta
- Lecane crenata
- Lecane flexilis
- Lecane furcata
- Lecane galeata
- Lecane gwileti
- Lecane hamata
- Lecane hamata
- Lecane intrasinuata
- Lecane lauterborni
- Lecane ludwigii
- Lecane luna
- Lecane lunaris
- Lecane mira
- Lecane nana
- Lecane opias
- Lecane paradoxa
- Lecane perplexa
- Lecane psammophila
- Lecane pyriformis
- Lecane quadridentata
- Lecane scutata
- Lecane stenroosi
- Lecane stichaea
- Lecane stokesii
- Lecane subulata
- Lecane tenuiseta
- Lecane tryphema
- Lecane ungulata

#### Rodzina:Lepadellidae
W Belgii stwierdzono:
- Colurella adriatica
- Colurella anodonta
- Colurella colurus
- Colurella dicentra
- Colurella hindenburgi
- Colurella obtusa
- Colurella salina
- Colurella sinistra
- Colurella uncinata
- Lepadella acuminata
- Lepadella apsida
- Lepadella costatoides
- Lepadella minuta
- Lepadella ovalis
- Lepadella patella
- Lepadella quadricarinata
- Lepadella rhomboides
- Lepadella tenella
- Lepadella triptera
- Squatinella lamellaris
- Squatinella rostrum

#### Rodzina:Lindiidae
W Belgii stwierdzono:
- Lindia torulosa
- Microcodon clavus

#### Rodzina:Mytilinidae
W Belgii stwierdzono:
- Lophocharis naias
- Lophocharis oxysternon
- Lophocharis salpina
- Mytilina bicarinata
- Mytilina compressa
- Mytilina mucronata
- Mytilina trigona
- Mytilina unguipes
- Mytilina ventralis

#### Rodzina:Notommatidae
W Belgii stwierdzono:
- Cephalodella auriculata
- Cephalodella catellina
- Cephalodella exigua
- Cephalodella forficula
- Cephalodella gibba
- Cephalodella gracilis
- Cephalodella intuta
- Cephalodella maior
- Cephalodella megalocephala
- Cephalodella panarista
- Cephalodella segersi
- Cephalodella stenroosi
- Cephalodella sterea
- Cephalodella ventripes
- Monommata longiseta
- Notommata aurita
- Notommata cyrtopus
- Notommata glyphura
- Pleurotrocha petromyzon
- Resticula gelida

#### Rodzina:Proalidae
W Belgii stwierdzono:
- Proales christinae
- Proales daphnicola
- Proales decipiens
- Proales halophila
- Proales reinhardti
- Proales theodora
- Wulfertia ornata

#### Rodzina:Scaridiidae
W Belgii stwierdzono:
- Scaridium longicaudum

#### Rodzina:Synchaetidae
W Belgii stwierdzono:
- Ploesoma lenticulare
- Ploesoma truncatum
- Polyarthra dolichoptera
- Polyarthra euryptera
- Polyarthra longiremis
- Polyarthra major
- Polyarthra minor
- Polyarthra remata
- Polyarthra vulgaris
- Synchaeta baltica
- Synchaeta longipes
- Synchaeta oblonga
- Synchaeta pectinata
- Synchaeta tremula
- Synchaeta triophthalma
- Synchaeta vorax

#### Rodzina:Trichocercidae
W Belgii stwierdzono:
- Elosa worrallii
- Trichocerca bicristata
- Trichocerca brachyura
- Trichocerca capucina
- Trichocerca cavia
- Trichocerca cimolia
- Trichocerca cylindrica
- Trichocerca elongata
- Trichocerca iernis
- Trichocerca longiseta
- Trichocerca marina
- Trichocerca porcellus
- Trichocerca pusilla
- Trichocerca rattus
- Trichocerca rousseleti
- Trichocerca similis
- Trichocerca stylata
- Trichocerca taurocephala
- Trichocerca tenuior
- Trichocerca tigris

#### Rodzina:Trichotriidae
W Belgii stwierdzono:
- Macrochaetus subquadratus
- Trichotria pocillum
- Trichotria truncata